# Przejście graniczne Kunowice-Frankfurt
Przejście graniczne Kunowice-Frankfurt – istniejące do 2007 polsko-niemieckie kolejowe przejście graniczne, położone w województwie lubuskim, w powiecie słubickim, w gminie Słubice, w miejscowości Kunowice.

## Opis
Przejście graniczne Kunowice-Frankfurt z miejscem odprawy granicznej po stronie polskiej w miejscowości Kunowice, następnie w Rzepinie i po stronie niemieckiej w miejscowości Frankfurt oraz na trasie przejazdu pociągu Poznań–Berlin czynne było przez całą dobę. Dopuszczone było przekraczanie granicy dla ruchu osobowego i towarowego oraz mały ruch graniczny. Kontrolę graniczną osób, towarów i środków transportu wykonywała kolejno:  Graniczna Placówka Kontrolna Straży Granicznej w Kunowicach, Placówka Straży Granicznej w Świecku z siedzibą w Słubicach.
21 grudnia 2007 na mocy układu z Schengen przejście graniczne zostało zlikwidowane.

### Przejście graniczne z NRD
Za czasów istnienia Niemieckiej Republiki Demokratycznej funkcjonowało w tym miejscu polsko-niemieckie kolejowe przejście graniczne Kunowice. Czynne było codziennie przez całą dobę. Dopuszczone było przekraczanie granicy dla ruchu osobowego i towarowego. Kontrolę graniczną osób, towarów i środków transportu wykonywała Graniczna Placówka Kontrolna Kunowice.

## Galeria

Przejście graniczne Kunowice-Frankfurt
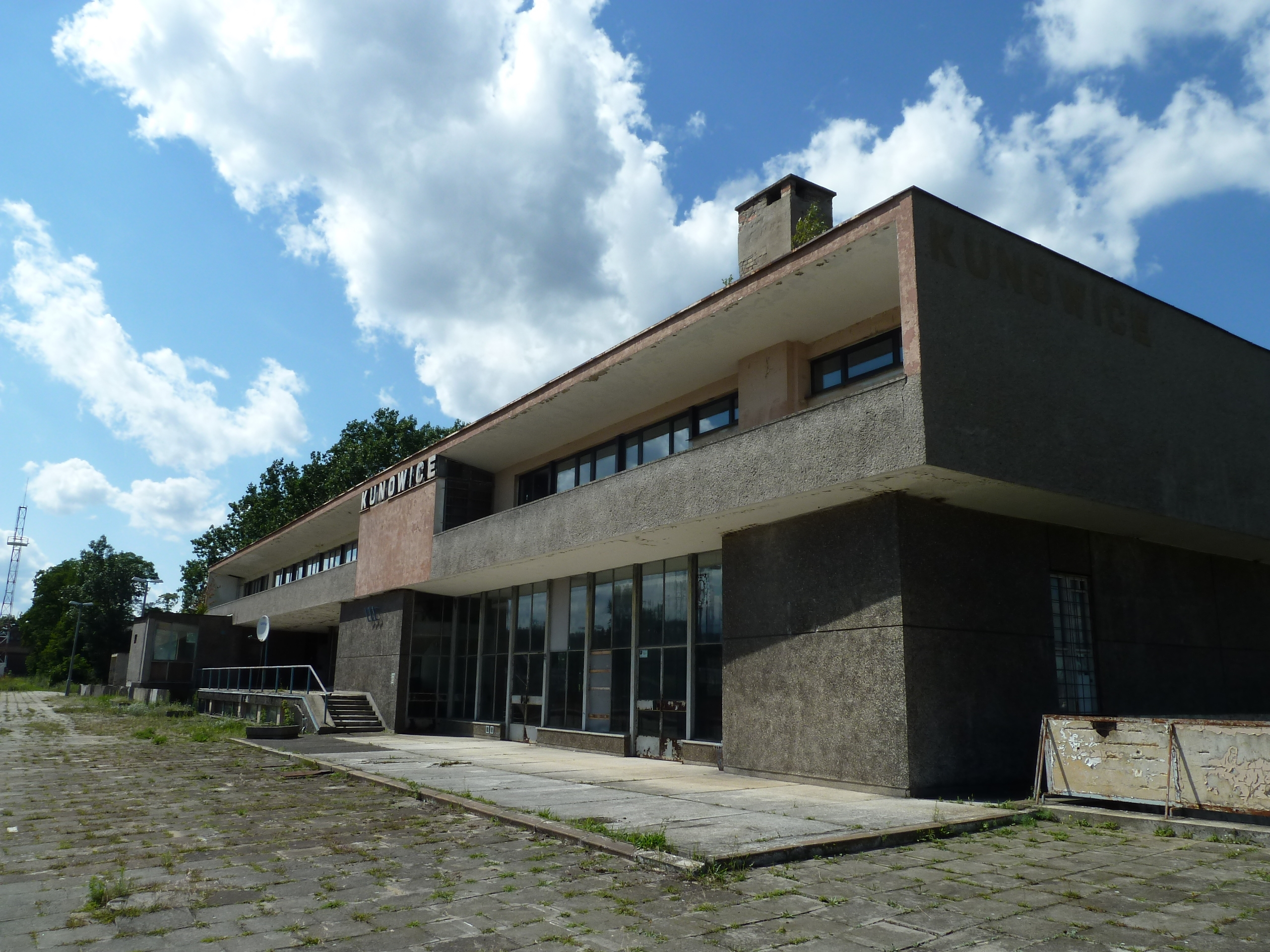
Przystanek kolejowy Kunowice – miejsce kontroli granicznej po stronie polskiej (lipiec 2012)
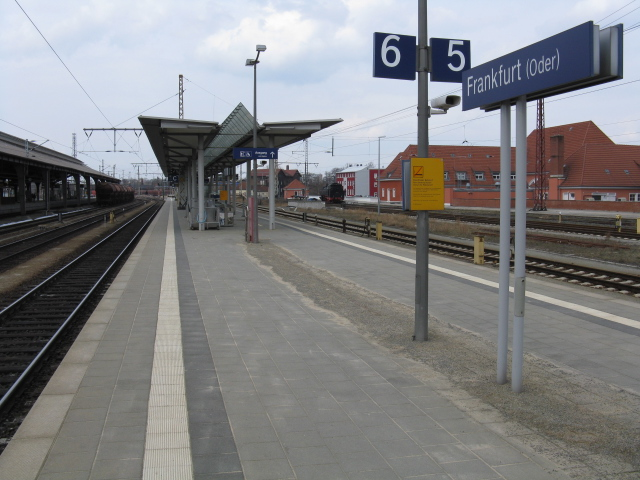
Stacja kolejowa Frankfurt – miejsce kontroli granicznej po stronie niemieckiej (kwiecień 2013)

Stemple kontroli granicznej Pg Kunowice-Frankfurt
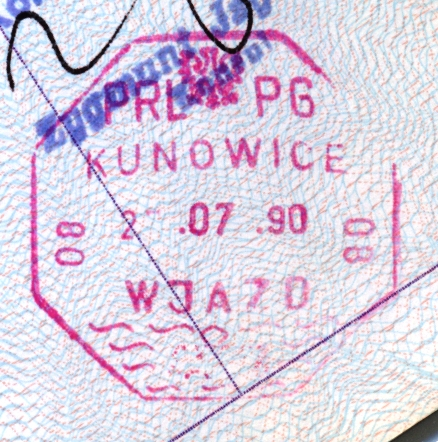
Polski stempel kontroli granicznej „Wjazd”
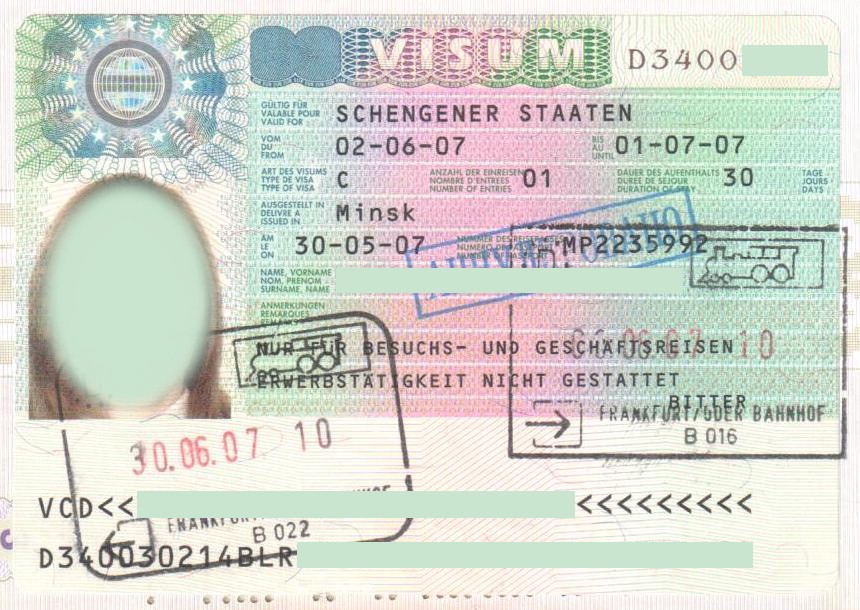
Niemieckie stemple kontroli granicznej